# Spiloxene monophylla
Spiloxene monophylla là một loài thực vật có hoa trong họ Hypoxidaceae. Loài này được (Schltr. ex Baker) Garside miêu tả khoa học đầu tiên năm 1936.